# Ctenomys lami
Ctenomys lami is een zoogdier uit de familie van de kamratten (Ctenomyidae). De wetenschappelijke naam van de soort werd voor het eerst geldig gepubliceerd door Freitas in 2001.

## Voorkomen
De soort komt voor in Brazilië.